# 沃西河
沃西河（俄语：Река Восьи）是萨哈林州特莫夫斯科耶区的河流，源起纳比尔山脉近库尔干山的区域，长29公里，流域面积208平方公里，在距河口156公里处注入特米河。薩哈林鐵路跨过河上。名称来自尼夫赫语的“озе（河弯）”。

## 引用
1. ↑  М·Г·瓦西科夫斯基. . 列宁格勒: 气象出版社. 1973 （俄语）.
2. ↑  . 国家水登记处.   [2024-08-25]. （原始内容存档于2024-08-25） （俄语）.
3. ↑  Берсенёва Е. В. . Южно-Сахалинск. 2005: 46.